# Nieves Cifuentes
Nieves Cifuentes Valero es una bióloga española, especializada en medio ambiente, energía y sostenibilidad. En 2024, fue incluida en el listado de las 25 personas más influyentes en España en el área de la sostenibilidad.

## Trayectoria
Se licenció en Ciencias Biológicas por la Universidad Complutense de Madrid (UCM) en 1993. Posteriormente, amplió su formación especializándose en el ámbito ambiental y empresarial con un Máster en Ingeniería y Gestión Ambiental en la EOI Escuela de Negocios, así como con el Programa de Desarrollo de Directivos de Esade. Comenzó su trayectoria profesional con una beca en la compañía de energía española Unión Fenosa.
A lo largo de los años, ha desarrollado diferentes funciones en el ámbito medioambiental dentro del área de ingeniería, donde ha ocupado puestos como técnica, jefa de departamento y directora de medio ambiente y sostenibilidad. Desde 2018, desempeña el cargo de responsable corporativa de medio ambiente en la multinacional Naturgy, desde donde impulsa la transformación sostenible de la compañía a través de la transición energética, la economía circular y la protección del capital natural.
Ha liderado proyectos pioneros en el ámbito de la energía y el desarrollo sostenible, colaborando con organismos multilaterales como la Comisión Europea, el Banco Mundial o el Banco Interamericano de Desarrollo. Entre sus trabajos más destacados figura la dirección técnica del programa Euro-Solar de la Unión Europea, que mediante la innovación tecnológica y social permitió llevar energía renovable a más de 300.000 personas de comunidades vulnerables de ocho países latinoamericanos, que carecían acceso a la electricidad.
También en el mundo académico se desempeña como profesora y miembro de la junta directiva de antiguos alumnos en EOI Escuela de Negocios y docente en otras instituciones como la Escuela Técnica Superior de Ingenieros de Caminos, Canales y Puertos, la Universidad Europea o la Universidad Complutense de Madrid, entre otras. Además, ha participado en diversas iniciativas de divulgación ambiental, como conferencias en el marco del programa “Comprometidos con el Medioambiente” de Abanca y Afundación, con motivo del Día Mundial del Medio Ambiente y el Día Mundial de los Océanos.

## Reconocimientos
A lo largo de su trayectoria, Nieves Cifuentes ha recibido diversos reconocimientos por su labor en el ámbito de la sostenibilidad y la innovación energética. En 2009, fue galardonada con el primer premio Innowatio de Unión Fenosa, un galardón dirigido a difundir, promover e incentivar la cultura de la innovación entre los profesionales de la compañía. Posteriormente, en 2012, fue finalista del premio Nuestra Energía en la categoría de Innovación y, en 2015, fue finalista de los premios enerTIC Awards en la categoría de Sostenibilidad.
En 2024, fue incluida en el listado de las 25 personas más influyentes en España en el área de la sostenibilidad, ocupando el tercer lugar del ranking elaborado por la revista MERCA2 en colaboración con la Fundación Marqués de Oliva.